# 岡田武夫 (サッカー)
岡田 武夫（おかだ たけお、）は、京都府京都市出身の人物。現在日本サッカー協会の特命担当部長として『日本サッカー殿堂』の管理運営に携わっている。また2002年に設立された東アジアサッカー連盟（EAFF）事務総長も務めている。
1973年東京都立雪谷高等学校を卒業、1978年獨協大学外国語学部ドイツ語学科を卒業、大学時代にアルバイトをしていた日本サッカー協会に入り、語学力を見込まれて協会の国際部に配属された。
また2002 FIFAワールドカップ招致活動で世界各地を周った。